# Жажда!
«Жажда!» — это второй по счету музыкальный студийный альбом российской рок-группы «Mordor», записанный 15 апреля 2010 года.

## Список композиций
1. Про́клятые Ночи 3:44
2. 32 Дюйма 3:33
3. Жажда 3:38
4. Город 4:25
5. Банзай! 3:34
6. Песня для… 5:07
7. Мясорубка 4:01
8. Форсаж 2:33
9. Зона Безопасности миров 3:53
10. Привал Странника 4:39
11. Марш Сорвиголов 3:55

## Музыканты
- Оркус (Orkus) — вокал, трость
- Вольфган (Wolfgun) — гитара, синтезаторы
- Омбре Пахаро (Hombre Pajaro) — бас-гитара
- Бумзен-Бумзен (Boomzen-Boomzen)- ударные